# 二条舍子
二条舍子，享保元年8月24日（1716年10月9日） - 寬政2年1月29日（1790年3月14日）），為櫻町天皇女御、後櫻町天皇生母。桃園天皇朝皇太后。女院號青綺門院。

## 系譜
關白左大臣二条吉忠次女。生母為正室前田利子，為加賀藩主前田綱紀之女。同母姊為有栖川宮職仁親王妃二条淳子，異母弟為右大臣二条宗熙。

## 略歷
享保18年（1733年），進入年幼自己4歲的皇太子昭仁親王（後來的櫻町天皇）的後宮。2年後，中御門天皇讓位於皇太子昭仁親王，隨著昭仁親王即位，二条舍子受冊為女御。
在元文2年（1737年），女御二条舍子依序產下第一皇女盛子內親王、元文5年（1740年）第二皇女智子內親王（之後的後櫻町天皇）、因為沒有生下皇子，因而在延享2年（1745年），收典侍姊小路定子所生的遐仁親王（之後的桃園天皇）為養子。
延享4年（1747年），櫻町天皇讓位於遐仁親王，女御二条舍子生為皇太后。由於桃園天皇即位時只有7歲，因而由櫻町上皇實行院政，3年後，即寬延3年（1750年），櫻町上皇崩御。皇太后舍子得到女院身分並落飾出家。
寶曆12年（1762年），桃園天皇在22歳的青年時期崩御。天皇獨子英仁親王（之後的後桃園天皇）未滿5歳，於是朝廷決議，由已故的先任天皇（櫻町天皇）之女、二条舍子所生的智子內親王先行即位，待日後英仁親王成長後再行讓位。於是，日本出現繼明正天皇以來共119年的第八位女天皇，乃後櫻町天皇。
明和7年（1771年），後櫻町天皇讓位於英仁親王，是為後桃園天皇即位。安永8年（1779年），後桃園天皇同父親一般，在22歳時崩御，只遺下一女欣子內親王，造成中御門天皇以來的的皇統斷絕，於是由旁系皇族閑院宮師仁王即位，是為光格天皇，同時為補強光格天皇在血統上的正統性，由欣子內親王成為光格天皇中宮。
11年後的寬政2年1月29日（1790年3月14日），皇太后青綺門院二条舍子於75歳時崩御。葬於京都府京都市東山區的月輪陵。
經歷四代天皇治世、身為皇太后與女院的二条舍子，在當時擁有很高的地位與權勢。而在晩年，相對於桃園天皇生母的開明門院（姊小路定子）、後桃園天皇生母的恭禮門院（一条富子）而言，二条舍子有著「大女院」之稱。